# Deutsche Faustballnationalmannschaft der Frauen
Die deutsche Faustballnationalmannschaft der Frauen ist die von den deutschen Nationaltrainern getroffene Auswahl deutscher Faustballspielerinnen. Sie repräsentieren die Deutsche Faustball-Liga auf internationaler Ebene bei Veranstaltungen der European Fistball Association und International Fistball Association. Deutschland gehört zu den führenden Faustballnationalmannschaften der Welt.
Bei insgesamt acht Weltmeisterschaften wurde die deutsche Faustballnationalmannschaft der Frauen sechsmal Weltmeister und stand bei jeder Austragung auf dem Podest.

## Internationale Erfolge
Keine Frauennationalmannschaft ist im Faustball so erfolgreich wie die deutsche. Bei sechs Weltmeisterschaften gewann Deutschland sechs Mal den Weltmeistertitel. Mit dem Titelgewinn 2018 im österreichischen Linz ist das deutsche Team aktueller Titelträger.

### Weltmeisterschaften
- 1994 in  Argentinien: 1. Platz (von 8)
- 1998 in  Österreich: 1. Platz (von 7)
- 2002 in  Brasilien: 3. Platz (von 7)
- 2006 in der  Schweiz: 1. Platz (von 9)
- 2010 in  Chile: 2. Platz (von 6)
- 2014 in  Deutschland: 1. Platz (von 10)
- 2016 in  Brasilien: 1. Platz (von 7)[1]
- 2018 in  Österreich: 1. Platz (von 11)

## Team

### Aktueller Kader
Kader für die Faustball-WM 2018 in Österreich:
| Nr.            | Name                | Verein                 | Erfolge                                  |         |         |         |         |
| Angriff        | Angriff             | Angriff                | Angriff                                  | Angriff | Angriff | Angriff | Angriff |
| -------------- | ------------------- | ---------------------- | ---------------------------------------- | ------- | ------- | ------- | ------- |
| 3              | Sonja Pfrommer      | TSV Dennach            | Weltmeisterin 2014, Europameisterin 2015 |         |         |         |         |
| 5              | Stephanie Dannecker | TSV Calw               | Weltmeisterin 2014                       |         |         |         |         |
| 7              | Svenja Schröder     | TV Eibach              |                                          |         |         |         |         |
| 10             | Aniko Müller        | TV Jahn Schneverdingen | Europameisterin 2015                     |         |         |         |         |
| Abwehr/Zuspiel |                     |                        |                                          |         |         |         |         |
| 1              | Theresa Schröder    | TV Jahn Schneverdingen | Weltmeisterin 2014, Europameisterin 2015 |         |         |         |         |
| 2              | Hinrike Seitz       | TV Jahn Schneverdingen | Weltmeisterin 2014, Europameisterin 2015 |         |         |         |         |
| 4              | Charlotte Salzmann  | TK Hannover            |                                          |         |         |         |         |
| 6              | Michaela Grzywatz   | TSV Bardowick          |                                          |         |         |         |         |
| 8              | Annika Bösch        | TSV Calw               | Weltmeisterin 2014, Europameisterin 2015 |         |         |         |         |
| 9              | Anna-Lisa Aldinger  | TSV Dennach            | Weltmeisterin 2014, Europameisterin 2015 |         |         |         |         |

### Trainerstab
| Name              | Funktion          |
| ----------------- | ----------------- |
| Silke Eber        | Bundestrainerin   |
| Eva Krämer        | Co-Trainerin      |
| Kerstin Schmid    | Physiotherapeutin |
| Sarah Hoffrichter | Teammanagerin     |